# Гульельми, Грегорио
Грегорио Гульельми (итал. Gregorio Guglielmi; 13 декабря 1714, Рим — 2 февраля 1773, Санкт-Петербург) — итальянский художник-декоратор, мастер настенных росписей, работавший в Италии, Германии и России.

## Биография
Уроженец Рима. Художественное образование Гульельми завершилось уроками у Франческо Тревизани, однако на его стиль также оказал влияние Себастьяно Конка, который тоже мог быть его учителем. Есть некоторые указания на то, что в 1740-х годах Гульельми учился в Париже, где познакомился с Клодом Жозефом Верне. По окончании обучения у Тревизиани, в Италии, в Риме, он получил покровительство кардинала Алессандро Альбани и, возможно, также кардинала Нери Мария Корсини. В Риме Гульельми были созданы фрески для госпиталя Санто-Спирито-ин-Сассиа (англ.; 1742), церкви Тринита-де-ла-виа-Кондотти (англ.; 1746—1749), и для трапезной августинского монастыря на виа-Рипетта.
В 1752 году Гульельми был приглашен в Неаполь архитектором Фердинандо Фуга, но придворные интриги помешали ему получить какие-либо крупные заказы. Однако, королева Мария Амалия, супруга короля Карла VII, познакомила его со своим отцом, курфюрстом Саксонии Фридрихом Августом II, который пригласил художника работать в Дрезден.
В 1755 году, в Вене, по заказу посла Сардинии Луиджи Джероламо Малабайлы (1704—1773), Гульельми создал фрески, вдохновленные литературными произведениями Пьетро Метастазио, в здании, где сегодня находится Австрийская академия наук. Затем он работал в венском дворце Шёнбрунн, где создал росписи потолочных плафонов в большой и малой галереях. Для здания Венского университета он создал «Аллегорию четырёх факультетов». В 1764 году, по приглашению художницы Софонии Дерихс (1712—1773) и её мужа, Гульельми работал в Берлине. Крупный заказ, предложенный ему королем Станиславом Августом Понятовским для Уяздовского замка, так и не был осуществлён (эскизы работ, заказанных Понятовским, хранятся в Национальном музее в Варшаве и Музее изящных искусств Нанси (Франция)).

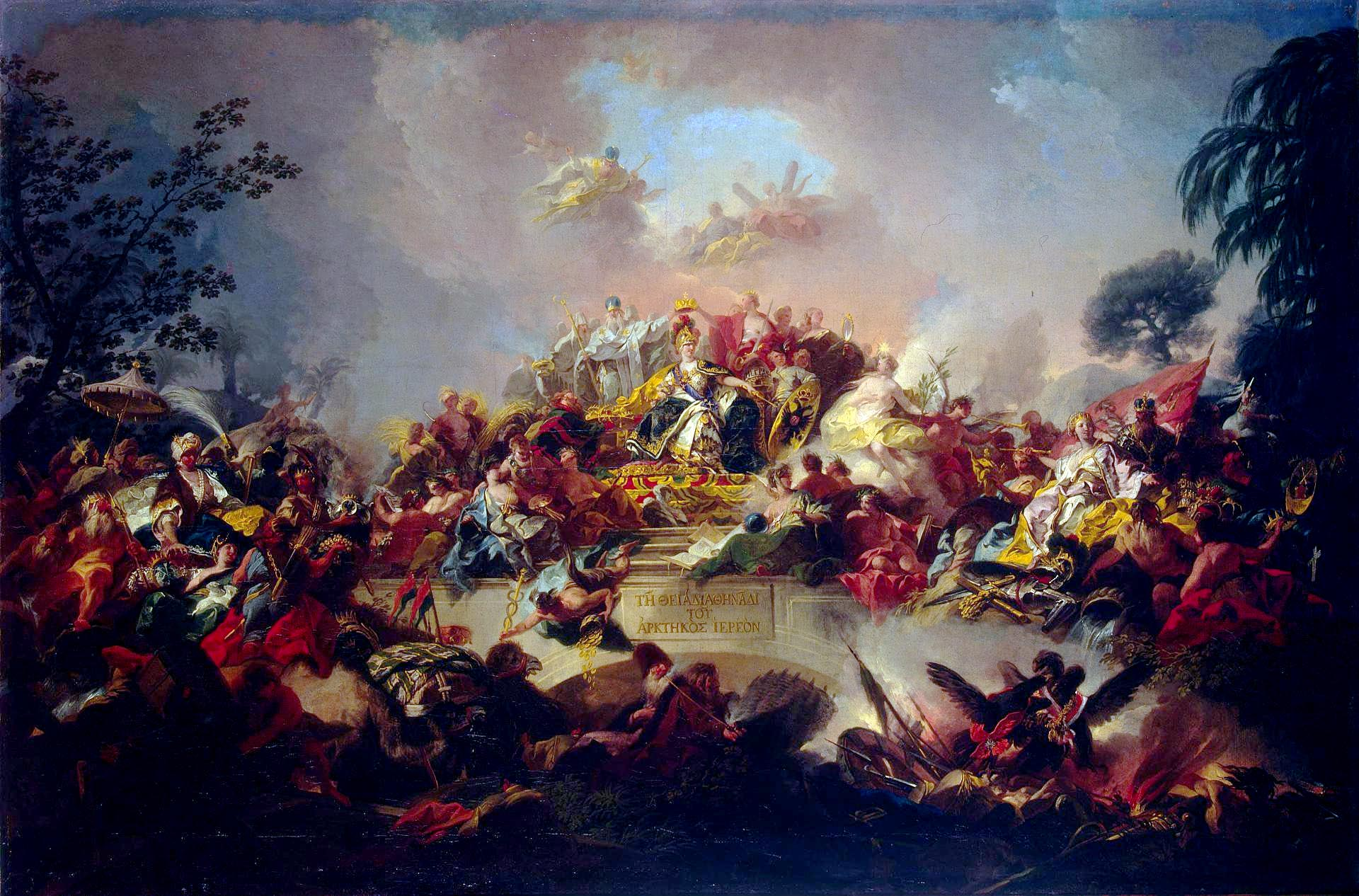
«Апофеоз царствования Екатерины II». Худ. Г. Гульельми, 1767, Государственный Эрмитаж.

В следующем году художник вернулся в Италию, чтобы создать алтарные образы для церкви Кьеза-деи-Санти-Мартири (ит.), росписи для Палаццо-дель-Дюка-ди-Дженова (палаццо Чаблезе; англ.) и роспись «Аллегория четырёх частей света» в Королевском дворце (всё — в Турине). Затем он создаёт две картины для Капелле Коллеони в Бергамо. После этого Гульельми снова вновь отправился в Германию, где в Аугсбурге создал потолочный плафон «Апофеоз просвещённой коммерции» для дворца Шазлер (нем.).
Еще в 1767 году Гульельми отправлял свои работы в Санкт-Петербург, надеясь получить там выгодные заказы. В 1770 году он был, наконец, вызван туда Екатериной Великой при содействии четы Дерихсов, которые уже утвердились при дворе. По другой версии, приглашению Гульельми в Россию способствовал скульптор Этьен Морис Фальконе.
Однако, несмотря на европейскую известность Гульельми, и на то, что он прожил в России целых шесть лет, его карьера при российском дворе, как считается, сложилась неудачно. Им был создан блистательный эскиз «Апофеоз царствования Екатерины II» для росписи потолочного плафона Большого зала Екатерининского дворца в Царском селе, который доныне сохранился в Государственном Эрмитаже, но воплощён в жизнь не был. Портрет императрицы, созданный Гульельми, был ею раскритикован. Считается, что Гульельми писал в России и другие портреты, но какие — не уточняется. Возможно, именно Гульельми привёз в Россию (или даже написал) портрет архитектора Фердинандо Фуга, с которым он был близко знаком в Неаполе. Этот портрет позднее долго принимали за портрет Растрелли.
По поводу смерти Гульельми, скульптор Фальконе писал, что Гульельми умер от «гнилостной лихорадки» после того, как Екатерина резко раскритиковала свой портрет. Для некоторых комментаторов тот факт, что он и Дерихс умерли в один и тот же день, а жена Дерихса — на следующий день, предполагает, что они были отравлены. Никаких мотивов не было предложено, хотя замечание Фальконе может указывать на то, что его не очень любили.

## Некоторые работы

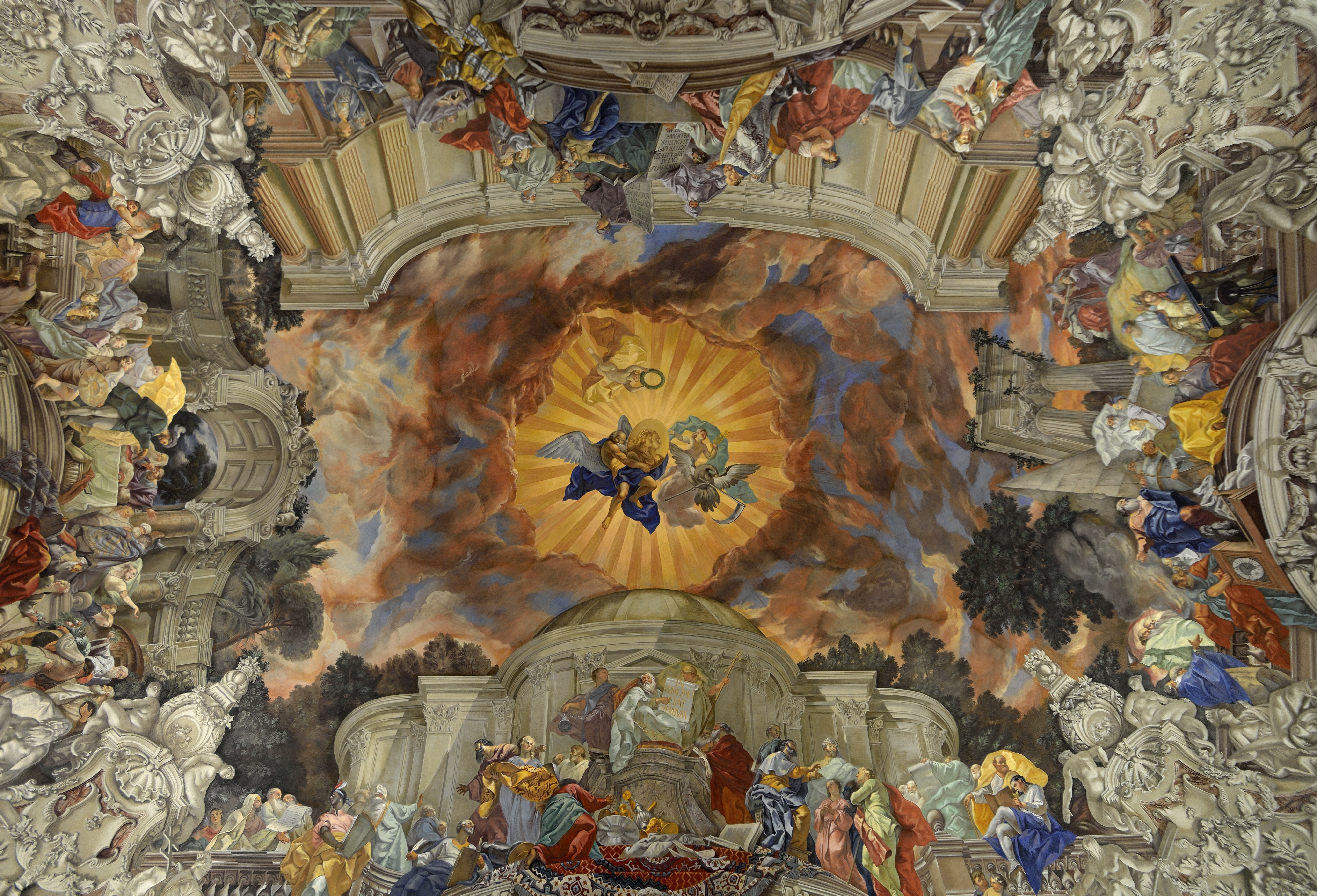
Потолочный плафон в здании Австрийской академии наук, Вена.
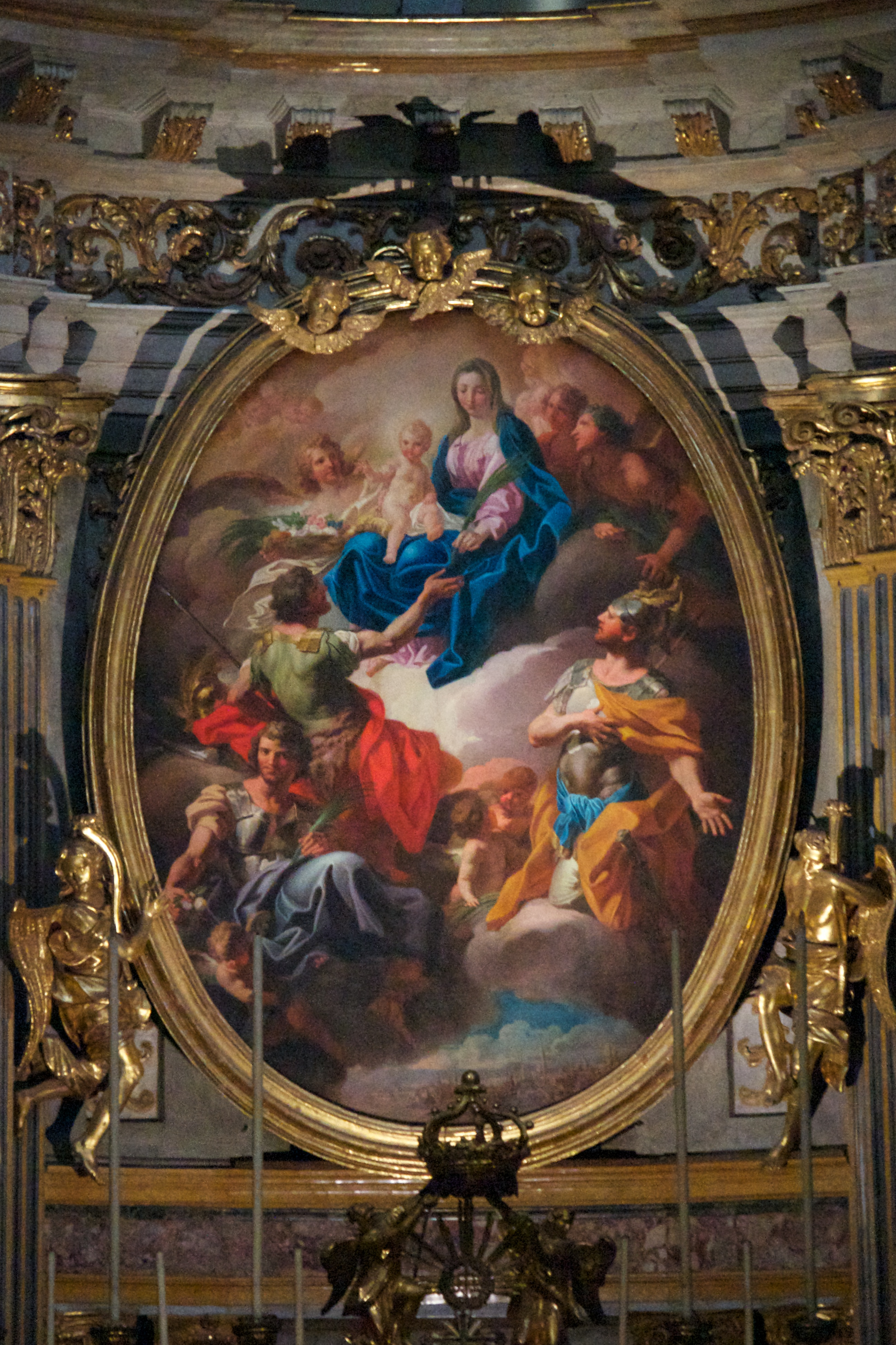
Образ в церкви Святых Мучеников (Кьеза-деи-Санти-Мартири (ит.)), Турин.
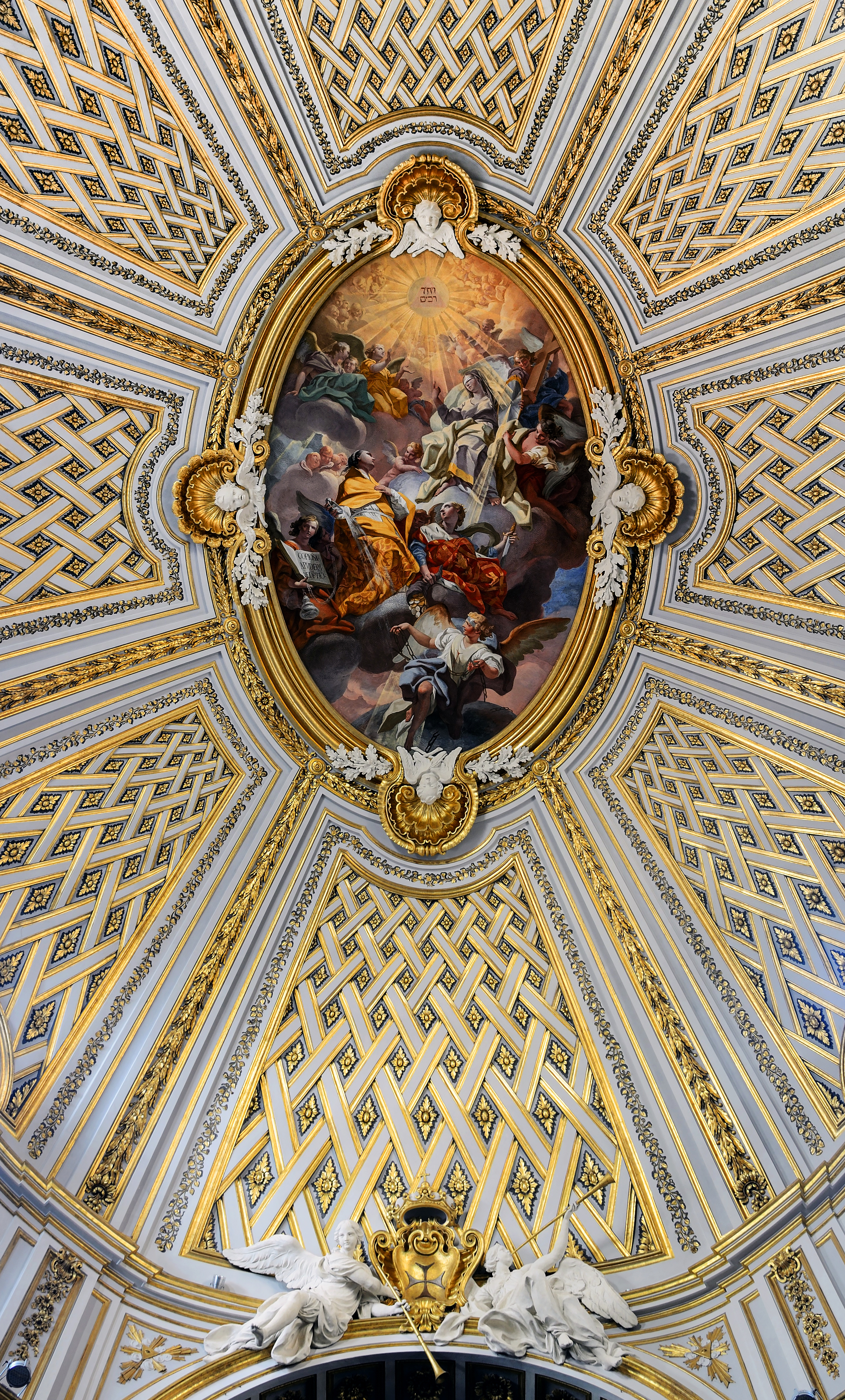
Потолочный плафон в церкви Святой Троицы на улице Кондотти (Тринита-де-ла-виа-Кондотти (англ.); 1746-1749), Рим.
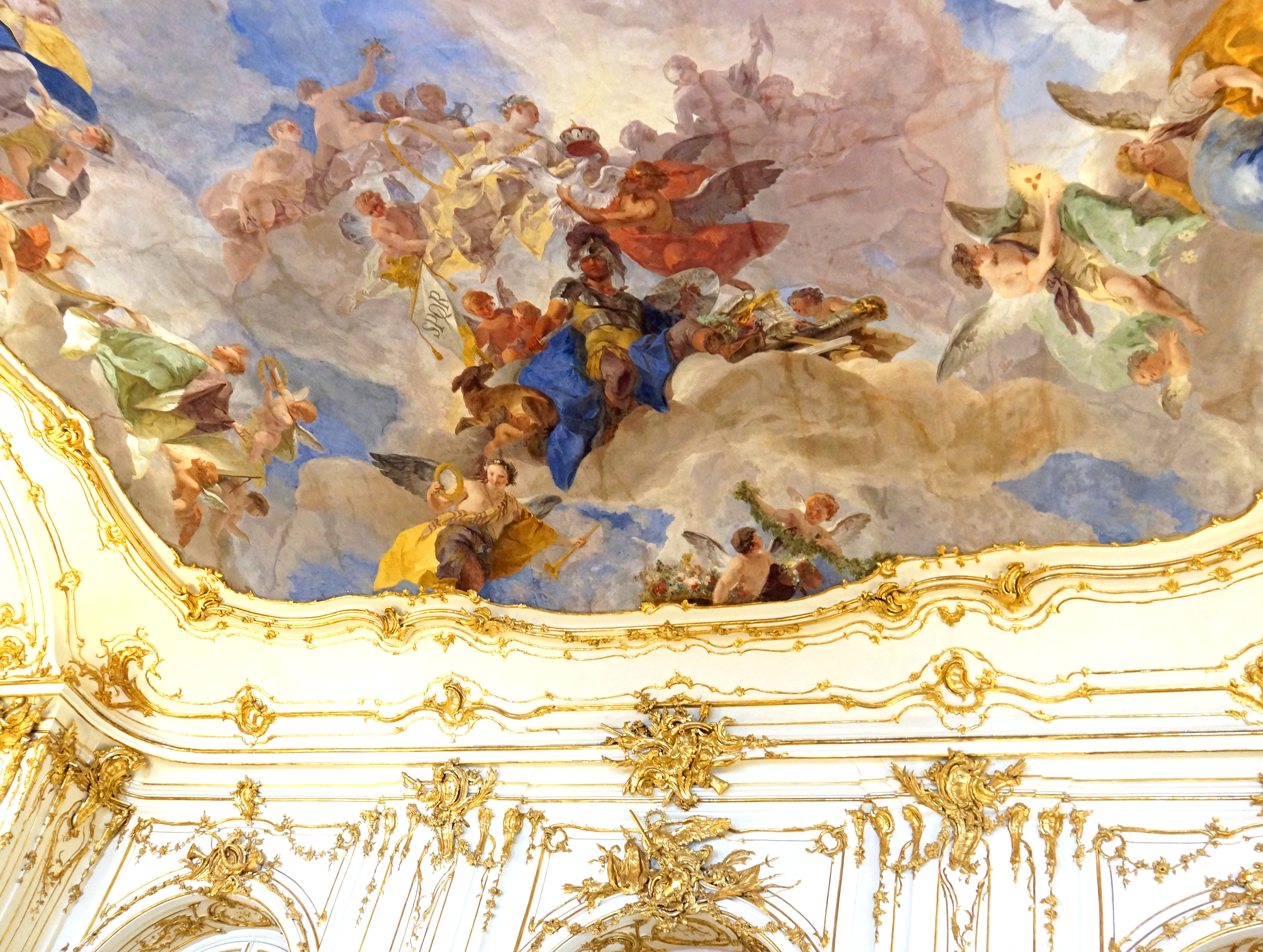
Фрагмент росписи потолочного плафона в малой галерее дворца Шёнбрунн, Вена.